# U-311
U-311 — средняя немецкая подводная лодка типа VIIC времён Второй мировой войны.

## История
Заказ на постройку субмарины был отдан 5 июня 1941 года. Лодка была заложена 21 марта 1942 года на верфи Флендер-Верке, Любек, под строительным номером 311, спущена на воду 20 января 1943 года. Лодка вошла в строй 23 марта 1943 года под командованием оберлейтенанта Иоахима Цандера.

### Флотилии
- 23 марта 1943 года — 30 ноября 1943 года — 8-я флотилия (учебная)
- 1 декабря 1943 года — 22 апреля 1944 года — 1-я флотилия

### История службы
Лодка совершила 2 боевых похода. 16 марта 1944 года потопила своё единственное судно — танкер Seakay водоизмещением 10 342 брт, шедший в составе охраняемого конвоя CU-17, после чего смогла уйти неповреждённой. Потоплена 22 апреля 1944 года в Северной атлантике к юго-западу от Исландии в районе с координатами 52°09′ с. ш. 19°07′ з. д. глубинными бомбами с канадских фрегатов HMCS Matane и HMCS Swansea. 51 погибший (весь экипаж).
До апреля 1986 года историки считали, что лодка была потоплена 24 апреля 1944 года к юго-западу от Ирландии, в районе с координатами 50°36′ с. ш. 18°36′ з. д. глубинными бомбами с канадского самолёта типа «Сандерленд».
На самом деле, это была атака против U-672, получившей некоторые повреждения.

### Атаки на лодку
- 12 мая 1943 года атаковавший британский самолёт B-17 Fortress был сбит
- 12 марта 1944 года атаковавший британский самолёт Halifax был сбит